# Марк Ішем
Марк Ішем (англ. Mark Isham; нар. 7 вересня 1951, Нью-Йорк, США) — американський музикант і композитор. Відомий своєю творчістю в області електронної музики й джазу, а також як автор музики до кінофільмів. Є володарем музичної премії «Греммі» і телевізійної премії «Еммі».
Серед робіт — музичний ряд до фільму «Чесний злодій» (2020).

## Вибрана фільмографія
| - 1983 — Never Cry Wolf - 1984 — Місис Соффел - 1986 — Попутник - 1987 — Зроблено в раю - 1988 — Звір - 1990 — Випадкова любов - 1991 — Смертельні думки - 1991 — Біллі Батгейт - 1992 — Малювальник - 1992 — Фотограф - 1992 — Про мишей і людей - 1993 — Нема куди тікати - 1993 — Вогонь у небі - 1993 — Зроблено в Америці - 1993 — Короткі історії - 1994 — Втеча - 1994 — Патруль часу - 1994 — Телевікторина - 1994 — Безпечний прохід - 1995 — Мережа - 1996 — Готті - 1997 — Цілуючи дівчат - 1998 — Блейд - 1999 — З першого погляду - 1999 — Студентська команда - 1999 — Жовтневе небо | - 1999 — Сніданок для чемпіонів - 2000 — Правила бою - 2000 — Там, де гроші - 2000 — Люди честі - 2001 — Збережи останній танець - 2001 — Хардбол - 2001 — Маджестік - 2001 — Прибулець - 2004 — Зіткнення - 2005 — Хочу бути тобою - 2006 — Панічна втеча - 2006 — Білий полон - 2006 — Боббі - 2007 — Вільні письменники - 2007 — У долині Ела - 2007 — Леви для ягнят - 2007 — Ґрейсі - 2007 — Пророк - 2007 — Заборонена дорога - 2007 — Імла - 2008 — Гордість і слава - 2008 — Експрес: Історія легенди спорту Ерні Девіса - 2009 — Перетинаючи кордон - 2009 — Зникнення | - 2009 — Поганий лейтенант - 2009 — Слава - 2010 — Божевільні - 2011 — Механік - 2011 — Історія дельфіна - 2011 — Воїн - 2012 — Щасливчик - 2013 — 42 - 2013 — Останній рубіж - 2015 — Найдовша подорож - 2016 — Сім'янин - 2016 — Механік: Воскресіння - 2016 — Кухар - 2016 — Аудитор - 2017 — Меган Ліві - 2019 — Подорож хорошого пса - 2020 — Білл і Тед - 2020 — Чесний злодій - 2021 — Іуда і чорний месія - 2021 — Голка в копиці часу - 2022 — Гра тіней - 2022 — Нестерпна тяжкість величезного таланту |